# ليخيا غدانسك
نادي ليخيا غدانسك (بالبولندية: Lechia Gdańsk) نادي كرة قدم بولندي يلعب في دوري الدرجة الممتازة. تم تأسيس النادي عام 1945.